# M1117守護者裝甲車
M1117守護者裝甲車為美軍設計之四輪裝甲車屬於四輪驅動，由達信（Textron）海上和地面系統公司製造，配有Mk 19自動榴彈發射器，M2白朗寧重機槍，伊拉克戰爭導致對該武器的需求激增，大約2,400輛改型裝甲防護車已交付或者準備交付使用。
1999年美軍購入本車作為憲兵用車，之後加強了裝甲投入阿富汗和伊拉克戰場，取代部分悍馬車的功能於火力密集區，因為悍馬車的高裝甲改版M1114在許多狀況下還是不能抵擋火力，因此美國採購了更多本型車，但是本車每輛80萬美金的售價比裝甲版悍馬的14萬美金貴出六倍，所以還是未能取代悍馬車的功能。

## 車型
- 指揮車
- 偵察車
- 救護車
- 回收車
- 裝甲騎兵車（M1200）

## 使用國
- 科索沃：55輛[2]
- 保加利亚：7輛
- 哥伦比亚：39輛
- 伊拉克：264輛
- 美国：1,836輛
- 阿富汗：499輛訂購
- 羅馬尼亞：200－400輛訂購
- 乌克兰[3]

## 外部連結
- GlobalSecurity.org site on ASV （页面存档备份，存于）
- Armored Security Vehicle Data Sheet (PDF) （页面存档备份，存于）
- Video of ASV （页面存档备份，存于）
- M1117 in Iraq video （页面存档备份，存于）
- Army Technology article （页面存档备份，存于）